# Winged Creatures
Winged Creatures (Tan sólo un instante en Hispanoamérica y Fragmentos en España) es una película estadounidense de 2008, dirigida por Rowan Woods, protagonizada por Dakota Fanning y Jennifer Hudson. Basada en la novela homónima de Roy Freirich.
También aparecen en el reparto Forest Whitaker, Kate Beckinsale, Guy Pearce, Josh Hutcherson, Jackie Earle Haley y Jeanne Tripplehorn entre otros. Fue lanzado en DVD por Peace Arch Entertainment en los Estados Unidos el 4 de agosto de 2009, como Fragmentos.

## Sinopsis
Se centra en las vidas de un grupo de personas, ajenas entre sí, que sobreviven a un brutal asesinato ocurrido en un restaurante de Los Ángeles, que les llevará a analizar su moral y conexión con la sociedad. Josh Hutcherson encarnará a un joven traumatizado, que desde lo ocurrido que no ha vuelto a decir una palabra, Dakota Fanning a la hija de una de las víctimas fallecidas, que predica la valentía de su padre y la supuesta iluminación de ello ante Dios. Forest Whitaker encarna a un hombre con cáncer que se siente afortunado de seguir vivo y quiere aprovechar que la fortuna le sonríe. Y así se va relatando la vida de cada uno de ellos.

## Reparto
- Josh Hutcherson como Jimmy Jaspersen.
- Dakota Fanning como Anne Hagen.
- Forest Whitaker como Charlie Archenault.
- Guy Pearce como Dr. Bruce Laraby
- Kate Beckinsale como Carla Davenport.
- Jeanne Tripplehorn como Doris Hagen.
- Jennifer Hudson como Kathy Archenault.
- Jackie Earle Haley como Bob Jaspersen.
- Embeth Davidtz como Joan Laraby.
- Marshall Allman como Dan the Bellhop.
- Troy Garity como Ron Abler.
- James LeGros como Dr. Dan Howard

## Fechas de estreno
- EUA — Martes, 24 de junio de 2009 (Los Angeles Film Festival).
- Hong Kong — Jueves, 26 de febrero de 2009.
- Grecia — Miércoles, 11 de marzo de 2009.
- Rusia — Jueves, 26 de marzo de 2009 (DVD premiere).
- Alemania — Jueves, 18 de junio de 2009 (DVD premiere).
- España — Viernes, 4 de junio de 2010 (DVD premiere).

## Recepción
Fragmentos recibió revisiones generalmente mixtas, ganando los Rotten tomatoes 45% críticas favorables en la categoría de todos los críticos, basado en 31 comentarios (14 positivas y 17 negativas) y con una puntuación media de 4.7/10 y 17% de críticas positivas en la máxima categoría críticos, basado en 7 comentarios (positivos y negativos 16) y con una nota media de 3.6 /10. El consenso del sitio es que la película es "sensible pero no perspicaz".